# Asimákis Fotílas
Asimákis Fotílas (grec moderne : Ασημάκης Φωτήλας),  né le 1er janvier 1932 à Patras et mort le 1er juin 1997, est un homme politique.

## Biographie
Asimákis Fotílas naît le 1er janvier 1932 à Patras.
Il est député européen.
Il meurt le 1er juin 1997.